# Antolín Alcaraz
Antolín Alcaraz Viveros (San Roque Gonzalez, 30 juli 1982) is een Paraguayaans voetballer die bij voorkeur als verdediger speelt. Hij tekende in augustus 2015 een contract tot medio 2016 bij UD Las Palmas, dat hem transfervrij overnam van Everton. In zijn verbintenis werd een optie voor nog een seizoen opgenomen. Alcaraz debuteerde in 2008 in het Paraguayaans voetbalelftal.

## Carrière
Alcaraz begon zijn carrière op lager niveau in zijn geboortestreek, maar trok op jonge leeftijd al naar Argentinië. Hij speelde daar bij Racing Club de Avellaneda en werd er op zijn 18de door Fiorentina naar Europa gelokt. Voor de Serie A bleek hij toen nog te jong, maar na zijn overgang naar het Portugese S.C. Beira-Mar ontwikkelde hij zich tussen 2002 en 2007 tot een sterke verdediger met een uitstekende mentaliteit. Tijdens het seizoen 2006-2007 droeg hij de aanvoerdersband.
Antolin Alcaraz Viveros tekende op 30 april 2007 een contract voor 3 seizoenen bij Club Brugge. Hij zou de 99ste buitenlandse speler zijn die Club contracteerde. In de Belgische eerste klasse werd Antolin Alcaraz pas de derde Paraguayaan ooit, na de aanvallers Agustin Riveros (FC Diest, 1971-78) en Enrique Villalba (RSC Anderlecht, 1979-80).
Alcaraz groeide uit tot de stuwende kracht in de verdediging van Club Brugge en hij kon rekenen op interesse van onder meer Espanyol Barcelona, Getafe CF, UD Almería en Sporting Gijon. Links en rechts viel ook de naam van de Spaanse topclub Valencia. Op 14 mei 2010 tekende hij een contract bij de Engelse club Wigan Athletic. Alcaraz bewees in zijn eerste seizoenen ook bij Wigan een sterkhouder te zijn in de verdediging en op 11 mei 2013 won Alcaraz met Wigan de FA Cup door in de finale Manchester City met 1-0 te verslaan. In hetzelfde seizoen degradeerde hij met de club uit de Premier League.
Alcaraz verruilde Wigan op 9 juli 2013 voor Everton, de nummer zes van de Premier League in het voorgaande seizoen. Hier speelde hij zich nooit in de basis. Na veertien competitiewedstrijden in twee jaar tijd, kreeg hij in 2015 geen contractverlenging.
Alcaraz tekende in augustus 2015 een contract tot medio 2016 bij UD Las Palmas, dat in het voorgaande seizoen promoveerde naar de Primera División. In zijn verbintenis werd een optie voor nog een seizoen opgenomen.

## Clubstatistieken
| Seizoen | Club                      | Land       | Competitie       | Wedst | Goals |
| ------- | ------------------------- | ---------- | ---------------- | ----- | ----- |
| 2000/01 | Teniente Farina           | Paraguay   |                  | ?     | ?     |
| 2001/02 | Racing Club de Avellaneda | Argentinië | Primera División | 0     | 0     |
| 2002/03 | Fiorentina                | Italië     | Serie A          | 0     | 0     |
| 2002/03 | SC Beira-Mar              | Portugal   | SuperLiga        | 7     | 0     |
| 2003/04 | SC Beira-Mar              | Portugal   | SuperLiga        | 24    | 2     |
| 2004/05 | SC Beira-Mar              | Portugal   | SuperLiga        | 24    | 1     |
| 2005/06 | SC Beira-Mar              | Portugal   | Segunda Liga     | 31    | 0     |
| 2006/07 | SC Beira-Mar              | Portugal   | SuperLiga        | 23    | 3     |
| 2007/08 | Club Brugge KV            | België     | Jupiler League   | 10    | 1     |
| 2008/09 | Club Brugge KV            | België     | Jupiler League   | 29    | 3     |
| 2009/10 | Club Brugge KV            | België     | Jupiler League   | 29    | 1     |
| 2010/11 | Wigan Athletic            | Engeland   | Premier League   | 34    | 1     |
| 2011/12 | Wigan Athletic            | Engeland   | Premier League   | 25    | 2     |
| 2012/13 | Wigan Athletic            | Engeland   | Premier League   | 10    | 0     |
| 2013/14 | Everton                   | Engeland   | Premier League   | 6     | 0     |
| 2014/15 | Everton                   | Engeland   | Premier League   | 8     | 0     |
| 2015/16 | UD Las Palmas             | Spanje     | Primera Division | 6     | 1     |
| 2016/17 | Club Libertad             | Paraguay   | Liga Paraguaya   | 0     | 0     |

## Erelijst
SC Beira-Mar
- Kampioen Segunda Liga

2005/06
 Wigan Athletic
- FA Cup

2012/13